# Балута Євген Григорович
Балута Євген Григорович (2-а пол. XIX ст. – початок XX ст.) — український художник, графік.
Жив у Полтаві, у 1920-х викладав малювання в Полтавській жіночій художньо-ремісничій школі., на початку 30-х рр. очолював її.
Працював у редакції газети «Більшовик Полтавщини».
З 1917 р. співпрацював з Педагогічним бюро Полтавського губернського земства під керівництвом Михайла Рудинського яке випустило в світ української шкільної літератури. Букварі, граматки, читанки ілюстрували художники Євген Балута та Григорій Цисс, відзначалися високою поліграфічною культурою.
Балута створив обкладинки й ілюстрації до дитячих книжок «Омелькова сім’я» (1918), «Дід та баба та курочка ряба», «Чумацькі діти», «Соловейко», казок Г.-К. Андерсена, до читанки «Ясні зорі» (усі — 1918—1919), обкладинку «Бюлетеня відділу народної освіти Полтавського губвиконкому» (1919, ч. 1–2).
У 1920 р. Балута виготовив малюнок «зайомних листів» — грошей Полтавської спілки споживчих товариств. Після катастрофічного знецінення російських паперових грошей, і гарантовані майном Полтавської спілки, вони були випущені купюрами на 250 крб., на загальну суму 250 тисяч карбованців.
Твори художника зберігаються у Полтавському художньому музеї.